# Ptačinec (Krkonoše)
Ptačinec (německy Vogelstein) je vrchol v České republice ležící v Krkonoších.

## Geomorfologické zařazení
Vrch se nachází v celku Krkonoše, podcelku Krkonošské hřbety, okrsku Český hřbet a podokrsku Západní Český hřbet.

## Poloha
Ptačinec se nachází v západním zakončení Západního Českého hřbetu asi 1,5 km jihovýchodně od Harrachova. Na jihovýchodě ho od sousedního Plešivce odděluje mělké sedlo, ostatní svahy prudce spadají do hlubších údolí.

## Vodstvo
Severní svah Ptačince odvodňuje řeka Mumlava, Mumlavský vodopád se nachází přímo pod jeho úpatím. Pod západním svahem protéká její levý přítok Ryzí potok.

## Vegetace
Ptačinec je souvisle zalesněn, převahu zde má smrk ztepilý.

## Komunikace
K vrcholu Ptačince žádná významnější cesta nevede. Kvalitnější lesní cesta stoupá po jeho severním svahu z Ryžoviště do svahů Plešivce.

## Stavby
Ve vrcholové partii Ptačince se žádné významnější stavby nenacházejí. V jihozápadním svahu bylo v roce 1938 vybudováno několik lehkých objektů československého opevnění. K jejich výstavbě byla postavena 550 metrů dlouhá kolejová svážnice. Její pozůstatky nebyly v terénu zatím nalezeny.